# Гоблини (World of Warcraft)
Гоблините са една от расите населяващи измисления свят, в който се развива действието от поредицата Warcraft, създадена от компанията Blizzard Entertainment.
Те са хуманоидна раса с предимно зелена кожа. Гоблините винаги са били на страната на орките.
Някога гоблините са били роби на троловете от джунглите Kezan (понякога произнасяна Kazan). Троловете ги принуждавали да копаят руда със специфични способности. Дългия престой в мините и постоянния допир до рудата променил гоблините завинаги. Техните умове нараснали драстично, те започнали да строят автоматизирани машини, с чиято помощ те надвили троловете. Те използвали мините за своя столица, която нарекли The Undermine. Извитите и сложни тунели в The Undermine представят сложността на Гоблинския ум. Първоначално те били настроени приятелски към всяка фракция, стига да им се плащало за труда им, но в World of Warcraft: Cataclysm те ще се присъединят към Ордата, като една от възможните игрални раси.
Гоблины (Warcraft)